# Коринец, Юрий Иосифович
Ю́рий Ио́сифович Корине́ц (14 января 1923, Москва — 23 января 1989, Москва) — советский детский писатель, поэт и переводчик.

## Биография
Юрий Коринец родился в Москве, в семье дипломата Иосифа Гавриловича Коринца (1887—1938). Тогда они жили в здании Народного комиссариата иностранных дел. Отец Юрия, Иосиф, родился и провёл детство в Тифлисе и, благодаря князю Шервашидзе, был отправлен в Германию получать юридическое образование. Там Иосиф Коринец познакомился со своей будущей женой, немкой Эммой Нагель (1891—1941). Она была переводчицей, переводила на немецкий советскую поэзию. Учился Юрий в школе с углублённым изучением немецкого языка.
19 сентября 1937 года его отца арестовали по обвинению в шпионаже и 25 января 1938 года расстреляли. Позже Юрий Коринец был призван в Красную Армию, и уже в начале войны его часть была разгромлена. Он пешком пришёл в Москву и увидел, как чекисты уводили его мать. Бросился её вызволять, был арестован и отправлен в ссылку в Караганду, где пробыл 11 лет. Мать Юрия умерла в тюрьме в 1941 году после того, как попросилась переводчицей на фронт. 
Ещё в детстве Юрий увлёкся рисованием. Ближайшая к месту ссылки школа рисования была в Самарканде, куда он и уехал учиться. Впоследствии Коринец окончил Ташкентское художественное училище имени П. Бенькова и стал дипломированным профессиональным художником. Он устроился в редакцию журнала «Пионер», где позднее были напечатаны его первые стихи. В какой-то момент Коринец решил, что литературная деятельность ему ближе, чем художественная, и отправился в Москву. Там он поступил в Литературный институт имени А. М. Горького, который окончил в 1958 году. Тогда же стал членом Союза писателей СССР. Жил в Москве.
Коринец был убеждённым атеистом. Кроме того, он являлся сторонником большевиков и придерживался коммунистических взглядов, что неоднократно подчёркивал в своих книгах.
Юрий Коринец умер 23 января 1989 года, похоронен на Головинском кладбище.

## Семья
- Первая жена — Ольга Владимировна Демидова (17.04.1922 — 06.10.2005), художник-график, член Союза художников РФ.
  - Дочь — Мария Юрьевна Коринец (род. 29.10.1954), сейчас носит фамилию Романова.
- Вторая жена — Наталья Николаевна Коринец (род. 1933).
  - Дочь — Екатерина Юрьевна Коринец.
  - Сын — Юрий Юрьевич Коринец (31.07.1967 — 17.11.2015), филолог, переводчик-германист. Перевёл на русский язык труды Карла Шмитта и Освальда Шпенглера. Умер во сне в возрасте 48 лет[6][7].

## Творчество

### Произведения
Публиковаться начал в 1949 году, автор сборников стихотворений и сказок: «Подслушанный разговор» (1957), «Триста тридцать три жильца» (1958), «Плавучий остров» (1963), «Четыре сестры» (1970), «Володины братья» (1974). Есть среди его стихов и шутки («Не было печали») и игровые стихи («Триста тридцать три жильца») и рифмованные загадки («Лапки») и перевёртыши («Суббота в понедельник»). Некоторые свои книги иллюстрировал сам. Повести «Там, вдали, за рекой» (1967), «Привет от Вернера» (1972) носят автобиографический характер. Единственная фантастическая повесть Коринца — «Заблудившийся робот» (1984).
Поэзия Коринца органически сочетает мудрость опытного человека и непосредственность ребёнка, глубочайший лиризм и философский тип осмысления действительности, соединяет забавное и грустное.

### Публикации
- «Песня Гизи». Маленькая повесть. Рисунки Ф. Лемкуля. Москва. «Детская литература». 1974. 110 с. с ил.
- «Таинственный дом». Сборник стихотворений. «Малыш». 1987.

### Переводы для детей
Переводил с немецкого произведения Михаэля Энде, Джеймса Крюса, Отфрида Пройслера (сказки «Маленькая Баба-Яга», «Маленький водяной», «Маленькое привидение»).

### Экранизации
- 1971 — «Там, вдали, за рекой…» («Беларусьфильм») — соавтор сценария

## Награды
- 1968 — лауреат Всесоюзного конкурса на лучшую книгу для детей (повесть «Там, вдали за рекой…»)
- 19?? — орден «Знак Почёта»